# 뎨차이구

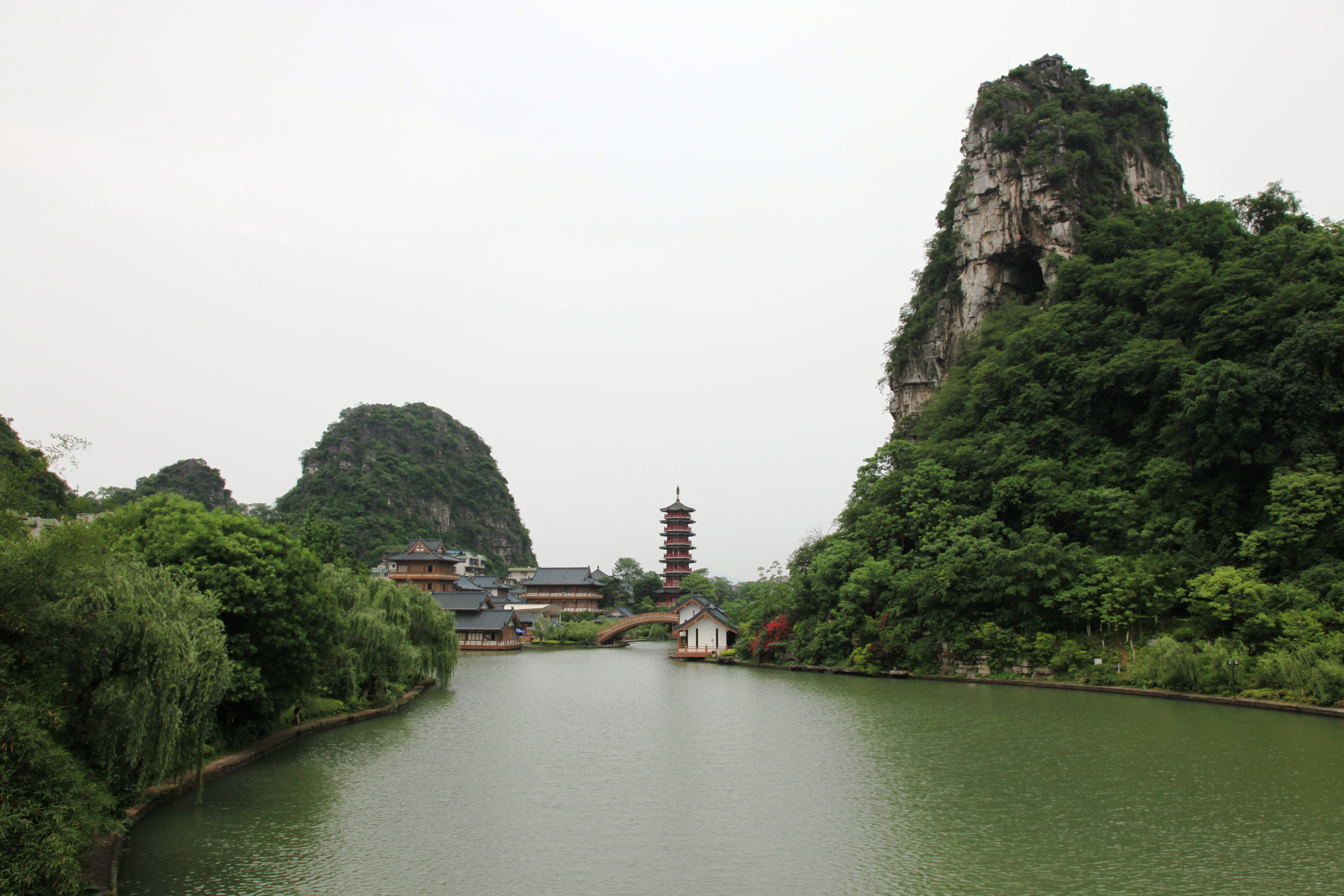

뎨차이구(한국어: 첩채구, 중국어: 叠彩区, 병음: Diécǎi Qū)는 중국 광시 좡족 자치구 구이린 시의 현급 행정구역이다. 넓이는 52km2이고, 인구는 2007년 기준으로 130,000명이다.

## 행정 구역
2개 가도, 1개 향을 관할한다.
- 가도: 叠彩街道, 北门街道.
- 향: 大河乡.